# Valentino Mastrozzi

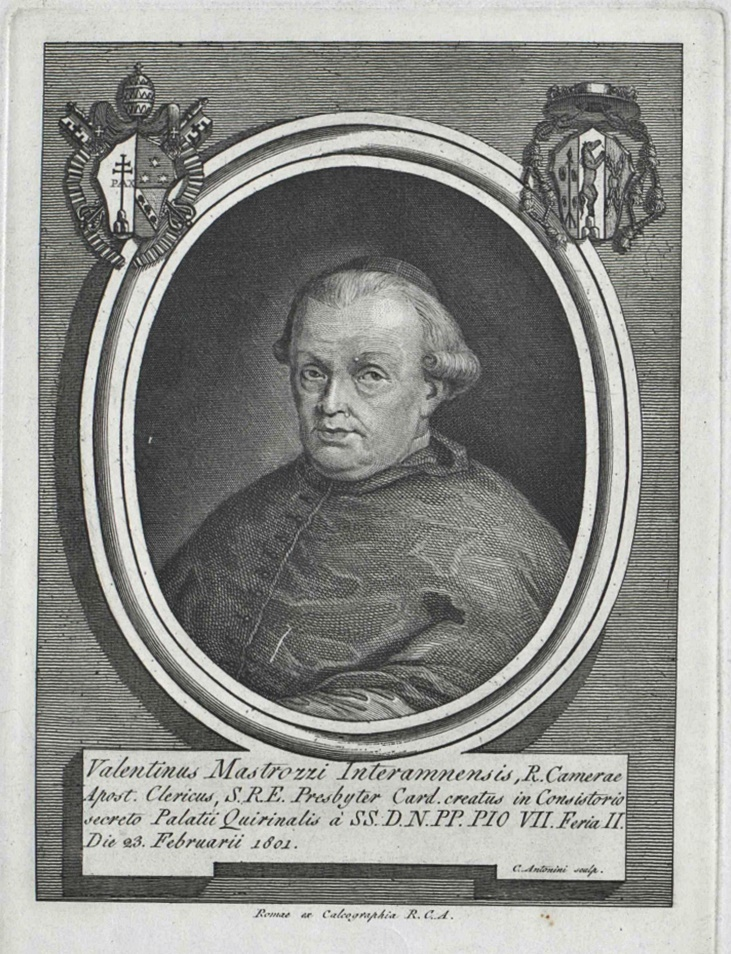
Valentino Kardinal Mastrozzi

Valentino Mastrozzi (* 25. Juli 1729 in Terni; † 13. Mai 1809 in Rom) war ein italienischer Kardinal der Römischen Kirche und Mitarbeiter der Kurie.

## Leben
Mastrozzi entstammte einer adligen Familie aus Terni. Er studierte Theologie und wurde bereits unter Klemens XIII. in der kurialen Wirtschaftsverwaltung eingesetzt. Papst Pius VII. erhob ihn im Konsistorium vom 23. Februar 1801 zum Kardinalat und ernannte ihn zum Kardinalpriester mit der Titelkirche San Lorenzo in Panisperna. Er wurde in San Marcello Rom aufgebahrt, seine Totenmesse leitete Kardinalsubdekan Alessandro Mattei. Beigesetzt wurde er in seiner Titelkirche San Lorenzo in Panisperna.